# Поза межами болю

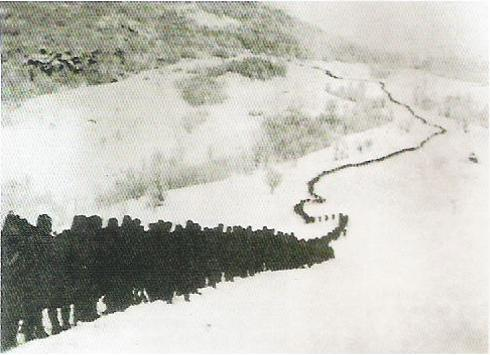
Сербські війська з мирними жителями та австрійськими полоненими відходять через гори до Албанії. Зима 1915—1916

«Поза межами болю» — повість-поема, написана Осипом Турянським про Першу світову війну, в якій в експресіоністичній манері відтворено досвід автора, пережитий у сербському полоні. Це дебютна книжка прозаїка, вона вийшла друком в перекладі німецькою мовою у Відні 1921 року й отримала розголос у Європі.

## Історія написання
Восени 1914 року, О.Турянського мобілізували до австрійської армії і відправили на сербсько-австрійський фронт, де він потрапив у полон до сербів. Разом з іншими 60 тисячами австрійських вояків його було відправлено етапом через гори Албанії. Це був важкий багатоденний шлях. Мало кому вдалося вижити, від голоду і холоду гинули навіть сербські конвоїри. Лише 15 тисяч полонених врятувалося від смерті. Сербські лікарі серед семи замерзлих полонених помітили якісь слабкі рухи О.Турянського. Його повертали до життя, зануривши в холодну воду — це запропонував земляк, лікар-українець Василь Романишин, який сам незабаром загинув на війні. Пережитий досвід було втілено у художньому творі.
|  | Тіні моїх товаришів являються мені у сні й наяву…Моя душа відривається від життя, як осінній пожовклий листок від дерева, й лине далеко-далеко до моїх товаришів…І згадую незабутнього товариша Василя Романишина. Друже мій! І ти вже не живеш…Ні, я не можу, я не смію |

Але він залишається військовополоненим.
Є відомості, що його відправляють на острів Ельба. Тут 1917  року він створив повість-поему «Поза межами болю».

## Сюжет
У центрі сюжету поневіряння сімох військовополонених, колишніх солдатів австрійської армії, представників народів, що входили до Австрійської імперії. Утікши від охоронців, чоловіки опиняються наодинці з дикою природою. Найбільша небезпека для втікачів — замерзнути в лютий зимовий мороз. Ніби саме собою назріває рішення: хтось із них мусить померти, а решта розпалять вогнище з його одягу й таким чином урятуються. Біля вогнища кожен герой розповіді постає в надзвичайних умовах. Зрештою всі герої, крім оповідача, гинуть від морозу, голоду та безнадії, але за визначенням самого Осипа Турянського: 
«Любов до життя і до його вищих цінностей, переможе смерть.»

## Жанрові особливості
Літературні критики мають різні погляди на жанрову природу твору: «поема» (Р. Плєн, С. Пінчук), «повість» (Р. Федорів), «повість-поема» (С. Пінчук), «модернаепопея» (М. Селегій), «поема-симфонія» (З. Гузар), «роман» (М. Ільницький). Найчастіше жанр твору визначають як антивоєнну психологічну поему в прозі. Частково це зумовлене тим, що майже кожне нове речення твору обрамлене поетичною ритмізованою прозою починається з абзацу і має вигляд віршових рядків.

### Проблематика твору
- держава й людина;
- війна й людина;
- війна й політичні амбіції верхівки;
- влада грошей;
- збереження духовности та моральних цінностей.
- воля людини та біологічні інстинкти.

## Персонажі
Сім полонених:
- Оглядівський — прототипом вочевидь був сам автор, оскільки він був родом з села Оглядів Львівської області, українець.
- Штранцінґер — 24-річний юнак, осліплий та онімілий від горя й душевного болю — після утрати матері й коханої дівчини, австрієць.
- Бояні — серб.
- Сабо — угорець.
- Добровський — українець.
- Пшилуський — поляк.
- Ніколич — чорногорець.

## Екранізація
- 1989 — «Поза межами болю» — художній фільм за мотивами повісті, режисер — Ярослав Лупій («Укртелефільм»). [Архівовано 27 лютого 2022 у Wayback Machine.]